# Limnophora myolensis
Limnophora myolensis är en tvåvingeart som beskrevs av Shinonaga 2005. Limnophora myolensis ingår i släktet Limnophora och familjen husflugor. Inga underarter finns listade i Catalogue of Life.